# أو جو-هيون
أو جو-هيون (هانغل: 오주현) هو لاعب كرة قدم كوري جنوبي في مركز الوسط، ولد في 2 أبريل 1987 في كوريا الجنوبية. لعب مع جيجو يونايتد ونادي دايجو.

## وصلات خارجية
- أو جو-هيون على موقع دوري كوريا الجنوبية (الإنجليزية)
- أو جو-هيون على موقع قاعدة بيانات كرة القدم.إي يو (الإنجليزية)
- أو جو-هيون على موقع Soccerway.com (الإنجليزية)